# Montabon
Montabon là một xã trong tỉnh Sarthe trong vùng Pays-de-la-Loire ở tây bắc nước Pháp. Xã này có diện tích 7,6 km2, dân số năm 2006 là 771 người